# Елвін Рот
Елвін Еліот Рот (англ. Alvin Eliot "Al" Roth; нар. 19 грудня 1951) — американський економіст, професор Гарвардського університету, викладає в Гарвардській школі бізнесу. Зробив значний внесок в теорію ігор, теорію моделювання ринку та експериментальну економіку, а також відомий своїм акцентом на застосуванні власної економічної теорії для вирішення реальних господарських проблем. У 2012 році разом Ллойдом Шеплі нагороджений Премією Шведського державного банку у галузі економічних наук пам'яті Альфреда Нобеля за «теорію стійкого розподілу та практику моделювання ринку».

## Біографія
Елвін Рот, американець єврейського походження, закінчив Колумбійський університет у 1971 році та отримав диплом зі спеціальності «Операційні дослідження». Потім він перейшов у Стенфордський університет, де отримав кваліфікацію магістра та кандидата наук у галузі операційних досліджень у 1973 та 1974 році відповідно.
Після закінчення Стенфордського університету, Рот розпочав викладання в університеті Іллінойса, чим займався до 1982 року. До 1998 року був помічником Ендрю В. Меллона, професора з економіки в Університеті Пітсбургу, а згодом перейшов на факультет в Гарварді, де залишався аж до свого повернення в Стенфорд у 2012 році. У 2013 році Рот стане повноправним членом факультету в Стенфорді та отримає статус почесного професора Гарварду.

## Нобелівська премія з економіки 2012 року
У 2012 році разом з Ллойдом Шеплі Елвін Рот отримав Нобелівську премію з економіки за «теорію стійкого розподілу та практику моделювання ринку». Суть їхнього внеску полягає в тому, що учені пояснюють як зробити вибір найкращого способу розподілу обмеженої кількості ресурсів між їх користувачами.
Внесок Елвіна Рота полягає в тому, що він використав математичні алгоритми для розподілу учнів по школах в Нью-Йорку та зведення донорів нирок з реципієнтами. Він придумав метод, який дозволяє старшокласнику вибрати максимально підходящу для нього школу, а школі отримати максимально підходящого учня. Для цього був використаний так званий алгоритм відкладеного схвалення.